# Música ambiente
Música ambiente é um gênero musical que enfatiza o tom e a atmosfera sobre a estrutura ou ritmo musical tradicional. Pode faltar composição, batida ou melodia estruturada. Ele usa camadas de textura de som que podem recompensar a escuta passiva e ativa e encorajar uma sensação de calma ou contemplação. Diz-se que o gênero evoca uma qualidade "atmosférica", "visual" ou "discreta". Paisagens sonoras da natureza podem ser incluídas, e os sons de instrumentos acústicos, como o piano, cordas e flauta podem ser emulados através de um sintetizador.
O gênero teve origem nas décadas de 1960 e 1970, quando novos instrumentos musicais foram introduzidos em um mercado mais amplo, como o sintetizador. Foi pressagiada pela música de móveis de Erik Satie e estilos como música concreta, música minimalista e música eletrônica alemã, mas foi nomeada e popularizada com destaque pelo músico britânico Brian Eno em 1978 com seu álbum Ambient 1: Music for Airports; Eno opinou que a música ambiente "deve ser tão ignorável quanto interessante". Ele viu um renascimento no final dos anos 1980 com a proeminência da música house e techno, crescendo um cult na década de 1990. A música ambiente pode ter elementos da música new-age e da música drone, já que algumas obras podem usar notas sustentadas ou repetidas.
A música ambiente não obteve grande sucesso comercial, sendo criticada por tudo, desde "new age embonecado, [...] até noodling técnico chato e irrelevante". No entanto, alcançou certo grau de aclamação ao longo dos anos, especialmente na era da informação. Devido ao seu estilo relativamente aberto, a música ambiente muitas vezes recebe influências de muitos outros gêneros, que vão desde música clássica, vanguarda, folk, jazz e Música do Mundo, entre outros.